# Helmut Rehm
Helmut Rehm (* 7. November 1911 in Zell am Ziller; † 14. Jänner 1991 in Hall in Tirol) war ein österreichischer Grafiker, Landschafts- und Porträtmaler der Moderne. Er gilt als Wegbereiter und Lehrer moderner Kunst in Tirol.

## Leben und Werk

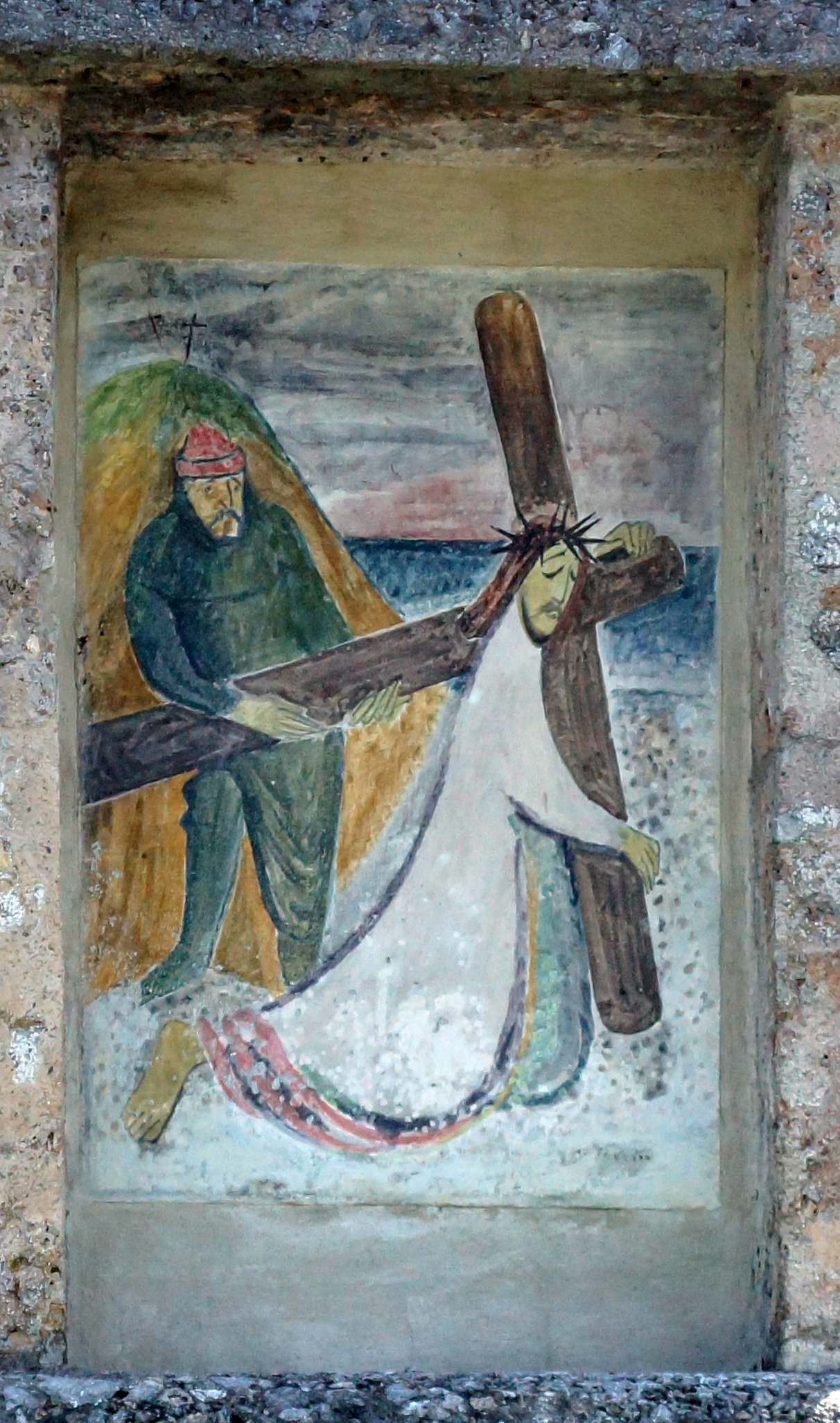
Bildtafel Kreuztragung, Stationsbildstock an der Haller Straße

Helmut Rehm wuchs in Hall in Tirol auf und maturierte 1930 an der Oberrealschule in Innsbruck. Von 1935 bis 1939 studierte er als Meisterschüler bei Professor Herbert Boeckl an der Akademie der bildenden Künste Wien. Nach dem Krieg unterrichtete er bis 1948 an der Kunstgewerbeschule in Innsbruck. Einige seiner bekanntesten Schüler waren Wilfried Kirschl, Franz Pöhacker und Anton Tiefenthaler.
Ab 1950 widmete er sich ausschließlich der Kunst und unternahm zahlreiche Studienreisen, zuerst durch Europa (Italien, Frankreich, Belgien, die Niederlande und Dänemark), später in arabische und afrikanische Länder (Türkei, Syrien, Libanon, Ägypten, Libyen, Tunesien, Sudan, Äthiopien und Saudi-Arabien). Dabei entstanden seine bedeutendsten Bilder und Zeichnungen.
Eine Reihe von Ausstellungen in seiner Heimat, in Frankreich, Deutschland, Italien, Saudi-Arabien und den USA würdigen das Werk von Helmut Rehm.
Seine Frau war die Porträtmalerin und Buchillustratorin Maria Rehm (1915–2002).

## Auszeichnungen
- 1962: Preis der Landeshauptstadt Innsbruck für künstlerisches Schaffen für Grafik
- 1973: Berufstitel Professor

## Werke im öffentlichen Raum

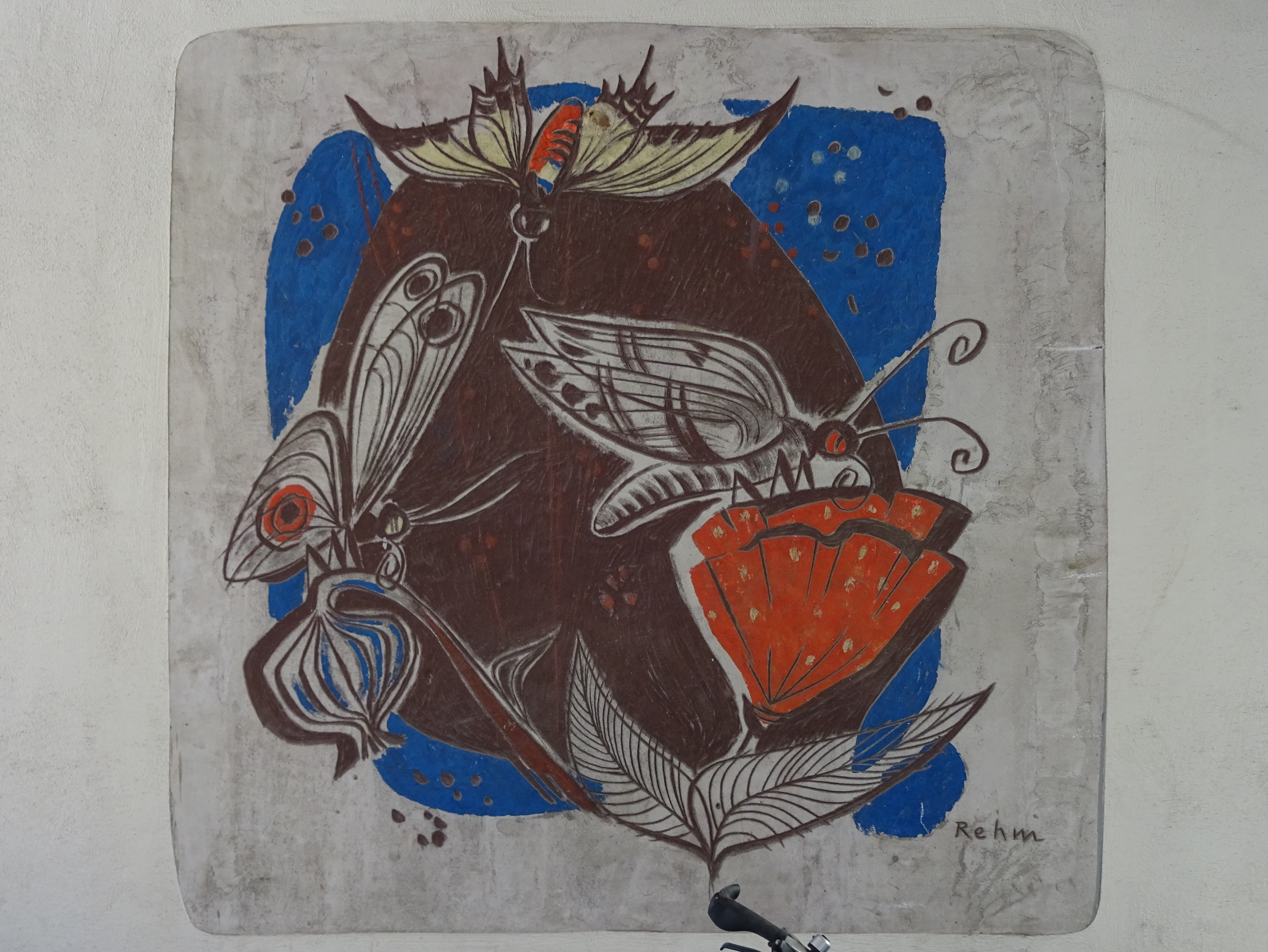
Wandbild Schmetterlinge, Innsbruck, Maria-Theresien-Straße 49a

- Deckenmalereien, Spitalskirche Matrei am Brenner, 1950 (mit Ernst Degn)[1]
- Wandbild Szenen aus Navis und Ausblick auf das Meer, Volksschule (jetzt: Kindergarten) St. Kathrein, Navis-Außerweg, um 1953[2]
- Bildtafeln Geißelung Christi, Kreuztragung und Kreuzigung, Bildstöcke an der Hallerstraße, Rum/Thaur, 1953–1955[3][4][5]
- Sgraffito Landleben im Jahreslauf, Wohnhaus Bahnhofstraße 10, Kirchberg in Tirol, 1956[6]
- Fassadengestaltung Schmetterlinge, Durchgang Maria-Theresien-Straße 49a, Innsbruck, 1956[7]
- Sgraffito mit stilisierten Fischreihern, Wohnhaus Liebeneggstraße 16, Innsbruck-Wilten, 1958[8]
- Wandbilder mit Märchen-, Tier- und Familienmotiven, Doppelvolksschule Pradl-Ost, Innsbruck, 1960[9]
- Fassadengestaltung Tiere und Pflanzen, Wohnhaus Dr.-Glatz-Straße 4–6, Innsbruck-Pradl, 1960[10]
- Wandbild mit Kindern und Vögeln im Blätterbaum an der Fassade, Wandbild und Bleiglaswand im Atrium, Volksschule Brixlegg, 1968[11]
- Mosaik mit Fischdarstellungen in der Hofdurchfahrt, Wohnhaus Adamgasse 13–15, Innsbruck-Wilten, 1969[12]